# Канада на Зимским олимпијским играма 1956.
Канада је учествовала на седмим по реду Зимским олимпијским играма одржаним 1956. године у Кортини д'Ампецо, Италија. То су биле седме Зимске олимпијске игре на којима су учествовали канадски спортисти. Канада је учествовала у 19 спортских дисциплина од укупно 7 спортова у којима су учествовали: „Алпско скијање, хокеј на леду, уметничко клизање, крос контри, скијашки скокови, нордијска комбинација и брзинско клизање. Канада је освојила укупно три медаље, једну сребрну и две бронзане. Сребрна је освојена у уметничком клизању а бронзане медаље у хокеју на леду и у алпском скијању.
За ове игре, за највеће изненађење Игара се побринула хокејашка репрезентација Совјетског Савеза. После 32 године канадске доминације први пут у дотадашњој историји Зимских олимпијских игара Канади није припала златна медаља, већ ју је освојила совјетска репрезентација, која је први пут учествовала на Зимским олимпијским играма. Ривалитет Канаде и Совјетског Савеза је у ствари почео две године раније када су Совјети на Светском првенству победили канадске представнике са 7:2, а годину дана касније Канада је узвратила победом од 5:0.
На олимпијском турниру у Кортини д'Ампецо Канаду је представљала екипа Киченер-Вотерлу Летећи Холанђани (Kitchener-Waterloo Flying Dutchmen). У утакмицама по групама Канада је редом победила све противнике и завршила са чистих 3:0 у победама и са гол разликом 30:1, Совјети су такође завршили први у својој групи са две победе. Између осталог, захваљујући одбранама совјетског голмана Николаја Пучкова Совјети су победили Канаду са 2:0 и Американце са 4:0 и освојили златну медаљу, док су Канађани такође изгубили од репрезентације САД са 4:1. Ове три репрезентације су победиле све остале противнике.

### Освојене медаље на ЗОИ
| Освојене медаље канадских спортиста на ЗОИ 1956. |                              |       |        |        |        |
| Спортиста                                        | Спорт                        | Злато | Сребро | Бронза | Укупно |
| Уметничко клизање                                | Уметничко клизање — парови   | 0     | 1      | 0      | 1      |
| Хокеј на леду                                    | Хокеј на леду, мушки         | 0     | 0      | 1      | 1      |
| Лусил Вилер                                      | Алпско скијање — спуст, жене | 0     | 0      | 1      | 1      |
| Укупно                                           | 3                            | 0     | 1      | 2      | 3      |

### Алпско скијање
Мушки
| Скијаш        | Дисциплина | Спуст  | Спуст    | Слалом | Слалом   | Слалом | Укупно   | Укупно |
| Скијаш        | Дисциплина | Време  | Позиција | Време  | Позиција | Време  | Позиција |        |
| ------------- | ---------- | ------ | -------- | ------ | -------- | ------ | -------- | ------ |
| Андре Бертран | Спуст      |        |          |        |          | 3:31.2 | 25       |        |
| Андре Бертран | Велеслалом |        |          |        |          | 3:33.1 | 39       |        |
| Андре Бертран | Слалом     | 2:42.8 | 57       | 2:20.0 | 30       | 5:02.8 | 50       |        |

Жене
| Скијаш        | Дисциплина | Спуст  | Спуст    | Слалом | Слалом   | Слалом | Укупно   | Укупно |
| Скијаш        | Дисциплина | Време  | Позиција | Време  | Позиција | Време  | Позиција |        |
| ------------- | ---------- | ------ | -------- | ------ | -------- | ------ | -------- | ------ |
| Жинет Сеген   | Спуст      |        |          |        |          | 1:58.2 | 33       |        |
| Карлин Кругер | Спуст      |        |          |        |          | 1:53.2 | 22       |        |
| Ен Хектвит    | Спуст      |        |          |        |          | 1:53.2 | 22       |        |
| Лусил Вилер   | Спуст      |        |          |        |          | 1:45.9 | 3.       |        |
| Карлин Кругер | Велеслалом |        |          |        |          | Дискв. | –        |        |
| Жинет Сеген   | Велеслалом |        |          |        |          | 2:16.6 | 36       |        |
| Ен Хектвит    | Велеслалом |        |          |        |          | 2:05.3 | 29       |        |
| Лусил Вилер   | Велеслалом |        |          |        |          | 1:58.6 | 6        |        |
| Лусил Вилер   | Слалом     | 1:36.7 | 38       | Дискв. | –        | Дискв. | –        |        |
| Ен Хектвит    | Слалом     | 1:31.0 | 34       | 1:07.5 | 20       | 2:38.5 | 30       |        |
| Карлин Кругер | Слалом     | 1:14.7 | 30       | 1:07.6 | 21       | 2:22.3 | 23       |        |
| Жинет Сеген   | Слалом     | 1:05.6 | 22       | 1:10.0 | 24       | 2:15.6 | 18       |        |

## Скијашко трчање
Мушки
| Дисциплина | Скијаш          | Трка    | Трка     |
| Дисциплина | Скијаш          | Време   | Позиција |
| ---------- | --------------- | ------- | -------- |
| 15         | Кларенс Серволд | 53:34   | 19       |
| 30         | Кларенс Серволд | 2'00:01 | 37       |
| 50         | Кларенс Серволд | 3'21:50 | 22       |

## Уметничко клизање
Мушки
| Клизач        | ЦФ | ФС | Позиција | Поена | Пласман |
| ------------- | -- | -- | -------- | ----- | ------- |
| Чарлс Снелинг | 9  | 7  | 150.42   | 67    | 8       |

Жене
| Клизач          | ЦФ | ФС | Позиција | Поена | Пласман |
| --------------- | -- | -- | -------- | ----- | ------- |
| Ен Џонстон      | 7  | 10 | 152.56   | 94    | 9       |
| Керол Џејн Пакл | 6  | 8  | 154.74   | 73    | 6       |

Парови
| Клизачи                   | Поена | Скор | Пласман |
| ------------------------- | ----- | ---- | ------- |
| Барбара Вагнер Роберт Пол | 10.74 | 54.5 | 6       |
| Франсес Дафо Норис Боуден | 11.32 | 16   | 2.      |

## Хокеј на леду

### Група А
Две првопласиране репрезентације су се квалификовале за борбе за медаље.
| Позиција | Репрезентација | Ута | Поб | Пор | Нер | ГД | ГП | Поена |
| -------- | -------------- | --- | --- | --- | --- | -- | -- | ----- |
| 1        | Канада         | 3   | 3   | 0   | 0   | 30 | 1  | 6     |
| 2        | Немачка        | 3   | 1   | 1   | 1   | 9  | 6  | 3     |
| 3        | Италија        | 3   | 0   | 1   | 2   | 5  | 7  | 2     |
| 4        | Аустрија       | 3   | 0   | 2   | 1   | 2  | 32 | 1     |

### Резултати Канаде
- Канада 4-0 Немачка (уједињени тим)
- Канада 23-0 Аустрија
- Италија 1-3 Канада

### Утакмице од 1. до 6. места
| Позиција | Репрезентација   | Ута | Поб | Пор | Нер | ГД | ГП | Поена |
| -------- | ---------------- | --- | --- | --- | --- | -- | -- | ----- |
| 1        | Совјетски Савез  | 5   | 5   | 0   | 0   | 25 | 5  | 10    |
| 2        | Сједињене Државе | 5   | 4   | 1   | 0   | 26 | 12 | 8     |
| 3        | Канада           | 5   | 3   | 2   | 0   | 23 | 11 | 6     |
| 4        | Шведска          | 5   | 1   | 3   | 1   | 10 | 17 | 3     |
| 5        | Чехословачка     | 5   | 1   | 4   | 0   | 20 | 30 | 2     |
| 6        | Немачка          | 5   | 0   | 4   | 1   | 6  | 35 | 1     |

### Резултати Канаде
- Канада 6-3 Чехословачка
- САД 4-1 Канада
- Канада 10-0 Немачка (уједињени тим))
- Канада 6-2 Шведска
- СССР 2-0 Канада

### Голгетери првенства
| Поз | Репр        | Ута | Гол | Аси | Поена |
| --- | ----------- | --- | --- | --- | ----- |
| 1.  | Џејмс Логан | 8   | 7   | 5   | 12    |
| 1.  | Пол Нокс    | 8   | 7   | 5   | 12    |
| 3.  | Џери Теберџ | 8   | 9   | 2   | 11    |
| 5.  | Џек Макензи | 8   | 7   | 4   | 11    |
| 9.  | Џорџ Скоулс | 8   | 5   | 3   | 8     |

## Нордијска комбинација
Дисциплине:
- скијашки скокови (Три скока, два боља су се рачунала)
- 15 скијашко трчање

| Такмичар      | Дисциплина  | Скијашки скокови | Скијашки скокови | Скијашки скокови | Скијашки скокови | Скијашко трчање | Скијашко трчање | Скијашко трчање | Резултат     | Резултат |
| Такмичар      | Дисциплина  | Дистанца 1       | Дистанца 2       | Поена            | Позиција         | Време           | Поена           | Позиција        | Укупно поена | Позиција |
| ------------- | ----------- | ---------------- | ---------------- | ---------------- | ---------------- | --------------- | --------------- | --------------- | ------------ | -------- |
| Ирвин Серволд | Појединачно | 64.0             | 64.5             | 180.0            | 31               | 1'01:44         | 219.000         | 24              | 399.000      | 27       |

## Скијашки скокови
| Скакач     | Дисциплина          | Скок 1 | Скок 1 | Скок 1   | Скок 2 | Скок 2 | Скок 2   | Укупно       | Укупно  |
| Скакач     | Дисциплина          | Даљина | Поена  | Позиција | Даљина | Поена  | Позиција | Укупно поена | Пласман |
| ---------- | ------------------- | ------ | ------ | -------- | ------ | ------ | -------- | ------------ | ------- |
| Жак Шарлан | Нормална скакаоница | 76.0   | 94.5   | 30       | 73.0   | 93.5   | 27       | 188.0        | 27      |

## Брзо клизање
Мушки
| Дисциплина | Клизач      | Трка    | Трка    |
| Дисциплина | Клизач      | Време   | Пласман |
| ---------- | ----------- | ------- | ------- |
| 500        | Џони Сендс  | НЗ      | –       |
| 500        | Ралф Олин   | 44.1    | 36      |
| 500        | Гордон Одли | 43.2    | 25      |
| 1.500      | Гордон Одли | 2:26.1  | 53      |
| 1.500      | Џони Сендс  | 2:20.7  | 45      |
| 1.500      | Ралф Олин   | 2:19.7  | 41      |
| 5.000      | Ралф Олин   | 8:30.5  | 33      |
| 10.000     | Ралф Олин   | 17:59.2 | 31      |